# Tramwaje w Cuzco
Tramwaje w Cuzco − zlikwidowany system komunikacji tramwajowej w peruwiańskim mieście Cuzco.

## Historia
Tramwaje w Cuzco prawdopodobnie uruchomiono w 1910 lub w 1911. W 1910 spółka Ferro Carril Urbano de Cuzco zakupiła cztery tramwaje z JG Brill z Filadelfii. Linię tramwajową zlikwidowano w 1946. Z tramwajów korzystali głównie turyści przyjeżdżający do miasta. Szerokość toru na linii wynosiła 1067 mm.